# Christiana (Pensilvania)
Christiana es un borough ubicado en el condado de Lancaster en el estado estadounidense de Pensilvania. En el año 2000 tenía una población de 1,124 habitantes y una densidad poblacional de 819personas por km².

## Geografía
Christiana se encuentra ubicado en las coordenadas 40°57′19″N 76°33′21″O / 40.95528, -76.55583.

## Demografía
Según la Oficina del Censo en 2000 los ingresos medios por hogar en la localidad eran de $48,333 y los ingresos medios por familia eran $50,583. Los hombres tenían unos ingresos medios de $35,125 frente a los $25,000 para las mujeres. La renta per cápita para la localidad era de $18,764. Alrededor del 6.3% de la población estaba por debajo del umbral de pobreza.